# Le Brassus
Le Brassus − miejscowość w gminie (commune) Le Chenit w zachodniej Szwajcarii, w kantonie Vaud, w okręgu (district) Jura-Nord vaudois. Leży nad rzeką Brassus. 

## Demografia
W Le Brassus mieszkają 1403 osoby. 